# Партия свободы и солидарности
Партия свободы и солидарности, ПСС (тур. Özgürlük ve Dayanışma Partisi, ÖDP) — радикальная социалистическая партия в Турции. Партия имеет значительное влияние среди некоторых профсоюзов, в частности, в профсоюзе учителей и в ряде других профсоюзов государственных служащих. На своём VIII чрезвычайном съезде 22 декабря 2019 года сменила название на Левую партию (Sol Parti).

## История и деятельность
Основанная в 1996 году в результате слияния ряда левых организаций различной направленности — маоистской организации «Революционный путь», Объединенной социалистической партии (известная также как Объединенная коммунистическая партия Турции), троцкистской организации «Новый путь», Организации освобождения Турции и Северного Курдистана и других. Среди основателей партии были ветеран революционного движения Михри Белли и переводчица Мина Урган.
В 1999 году партия впервые участвовала во всеобщих выборах, получив на них поддержку 0,8 % избирателей (почти 250 000 человек), что однако было недостаточно для того, чтобы быть представленной в парламенте. Часть членов партии покинула её в 2001 году и создала Партию социалистической демократии в 2002 году.
По итогам местных выборов 2004 года партия получила контроль над администрациями двух городов — Хопа в провинции Артвин и Бахадин в провинции Йозгат. В этих выборах она выступала совместно с прокурдской Демократической народной партией и Социал-демократической народной партией. Мэром города Хопа стал Йилмаз Тупалоглу (Yılmaz Topaloğlu), Бахадина — Шимшек Тюркер (Şimşek Türker).
На парламентских выборах 2007 года партия получила всего 0,15 % голосов избирателей. Тем не менее, в парламент был избран лидер партии Уфук Урас, баллотировавшийся как независимый кандидат.

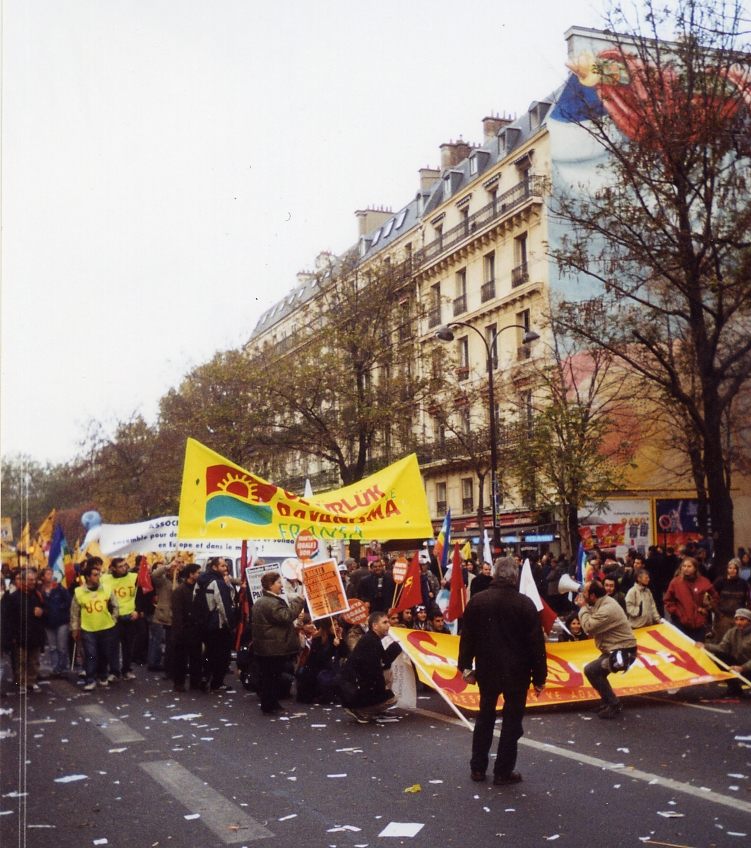
Колонна ПСС на шествии во время Европейского социального форума в Париже в 2005 году

## Идеологические принципы
В своей программе партия называет себя «носителем универсальных и исторических устремлений» к «равенству, свободе, уничтожению эксплуатации и бесклассовому миру». Целью партии является «ликвидация власти капитала и империализма» и «установление власти трудящихся». Партия стремится к «социализму, основанному на свободе, интернационализме, демократическом планировании, гендерном равенстве и экологизме».
Партия является членом Партии европейских левых. В 2000—2006 годах партия активно участвовала в работе радикального объединения «Европейские антикапиталистические левые».

## Течения внутри партии
Внутри партии действует несколько течений. Одно из них было представлено Либертарной социалистической платформой (ЛСП), основу которой составляют активисты бывшей организации «Революционный путь». В 2007 году в ЛСП произошел раскол на сторонников и противников Уфука Ураса. Уфук Урас со сторонниками покинул ПСС в 2009 году, и в её составе осталась только вторая образовавшаяся при расколе группа — «Революционная солидарность». Сторонники Ураса создали затем Партию равенства и демократии (Eşitlik ve Demokrasi Partisi), ставшую соучредительницей Партии зелёных и левого будущего (ныне Левая партия зелёных). В качестве отдельной платформы в партии действует группа «Новый путь», которая является турецкой секцией Четвертого интернационала.

## Президенты партии
- 1996—2003 — Уфук Урас (Ufuk Uras)
- 2003—2007 — Хайри Козаноглу (Hayri Kozanoğlu)
- 2007 — Уфук Урас
- 2007 — Кемаль Улусалер (Kemal Ulusaler)
- 2007—2009 — Уфук Урас
- с 2009 — Хайри Козаноглу